# Maison de Lippe-Biesterfeld
Pour les articles homonymes, voir Biesterfeld.
La maison de Lippe-Biesterfeld est une branche cadette de la maison de Lippe (1762-1905) et une de ses branches morganatiques (1909-1937, comtes puis princes de Lippe-Biesterfeld)[pas clair]. Elle fusionne avec la maison royale des Pays-Bas en 1937.

## Histoire
La branche de Lippe-Biesterfeld a été fondée par le comte Jobst-Herman de Lippe (1625-1678), fils cadet de Simon VII de Lippe. Une autre branche, celle des comtes de Lippe-Weissenfeld, en est issue de cette branche et désigne les cadets de la maison de Lippe-Biesterfeld. Cependant, les comtés de Lippe-Biesterfeld et de Lippe-Weissenfeld ont été vendus le 24 mai 1762 à la branche aînée et princière des Lippe-Detmold. Le chef de famille de la maison de Lippe-Biesterfeld porte depuis les 27 août et 1er octobre 1844 la qualification d’altesse illustrissime.
Lorsqu’en 1895 Alexandre de Lippe, atteint d’un handicap mental, devient prince de Lippe, la régence est confiée à un lointain cousin du prince, Adolphe de Schaumbourg-Lippe selon un décret pris par son frère Valdemar de Lippe et jusqu’alors gardé secret. Alexandre était le dernier descendant mâle de la branche aînée des Lippe-Detmold si bien que les branches supérieures de la maison de Lippe étaient la suivante :
1. les comtes de Lippe-Biesterfeld ;
2. les comtes de Lippe-Weissenfeld ;
3. les princes de Schaumbourg-Lippe.

## Seigneurs de Lippe-Biesterfeld
- Jobst-Herman de Lippe (1625-1678), seigneur de Lippe-Biesterfeld de 1654 à 1678
- Rodolphe-Ferdinand (1671-1736), seigneur de Lippe-Biesterfeld de 1678 à 1736
- Frédéric-Charles-Auguste de Lippe-Biesterfeld (1706-1781), seigneur de Lippe-Biesterfeld de 1736 à 1762

## Comtes de Lippe-Biesterfeld
- Frédéric-Charles-Auguste de Lippe-Biesterfeld (1706-1781), comte de Lippe-Biesterfeld de 1762 à 1781
- Charles (1735-1810), comte de Lippe-Biesterfeld de 1781 à 1810
- Ernest Ier (1777-1840), comte de Lippe-Biesterfeld de 1810 à 1840
- Jules de Lippe-Biesterfeld (1812-1884), comte de Lippe-Biesterfeld de 1840 à 1884
- Ernest II (1842-1904), comte de Lippe-Biesterfeld de 1884 à 1904
- Léopold (1871-1949), comte de Lippe-Biesterfeld de 1904 à 1905

Le 25 octobre 1905, le comte Léopold devient prince de Lippe, à la succession de son cousin Alexandre de Lippe.

## Titre morganatique
Le 8 février 1909, le titre de « comtesse de Biesterfeld » (sans lien direct avec le précédent titre de comte de Lippe-Biesterfeld) a été créé pour Armgard de Sierstorpff-Cramm (1883-1971) et ses descendants, étant l’épouse de Bernard de Lippe-Biesterfeld (1872-1934), frère du prince Léopold IV de Lippe. Le 24 février 1916, Armgard et ses deux fils Bernard (1911-2004) et Aschwin (1914-1988) ont été faits princes et princesse de Lippe-Biesterfeld, avec la qualification d’altesse sérénissime. Cependant, ils n’appartiennent pas à la maison de Lippe du fait du mariage morganatique d’Armgard et de Bernard.

## Titre de la monarchie néerlandaise

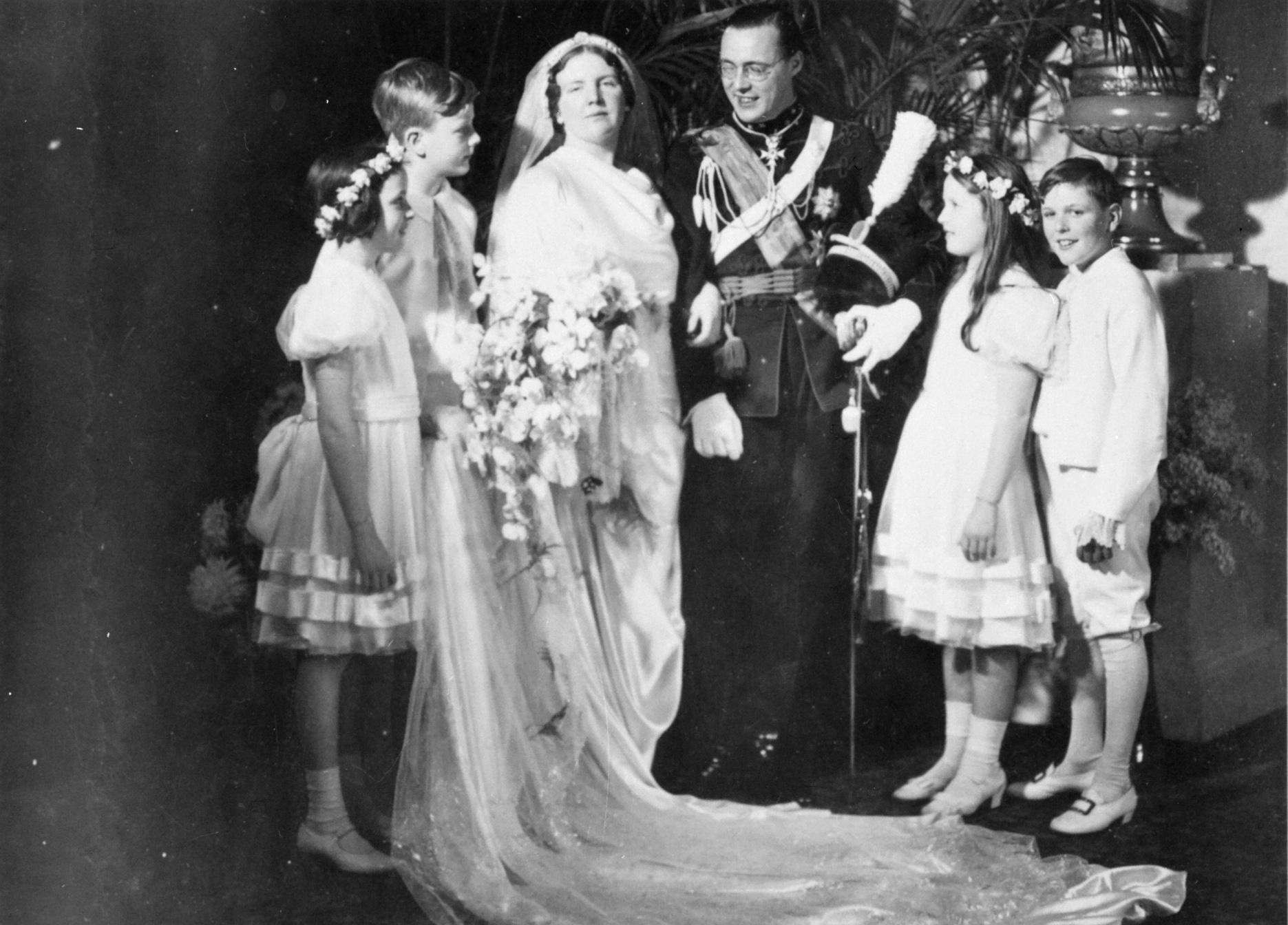
Mariage de Bernard de Lippe-Biesterfeld et Juliana des Pays-Bas en 1937.

Par l’arrêté royal du 6 janvier 1937, la titulature de « prince des Pays-Bas et de Lippe-Biesterfeld », avec la qualification d’altesse royale, a été créée au royaume des Pays-Bas pour les descendants du prince Bernard de Lippe-Biesterfeld. Par cet arrêté, le titre de Lippe-Biesterfeld est devenu de facto un titre néerlandais. Le 7 janvier 1937, Bernard de Lippe-Biesterfeld épouse la princesse Juliana des Pays-Bas et 4 filles sont issues de ce mariage (portant toutes le titre de princesse de Lippe-Biesterfeld) :
- Beatrix des Pays-Bas
- Irène des Pays-Bas
- Margriet des Pays-Bas
- Christina des Pays-Bas

Le titre n’étant pas transmissible en ligne féminine, il disparaîtra avec elles. Les enfants du prince Maurits_d'Orange-Nassau, fils aîné de la princesse Margriet, portent à l'état civil le nom van Lippe-Biesterfeld van Vollenhoven sans titre princier.

### Source
- (en) Cet article est partiellement ou en totalité issu de l’article de Wikipédia en anglais intitulé « Lippe-Biesterfeld » (voir la liste des auteurs).